# 爆弾 (小説)
『爆弾』（ばくだん）は、呉勝浩の長編推理小説である。
2022年4月20日に講談社より単行本が刊行され、2024年7月12日に講談社文庫より文庫版が発刊された。
2025年に映画版が公開予定。

## 書誌情報
- 呉勝浩『爆弾』
  - 単行本：2022年4月20日発売、講談社、ISBN 978-4-06-527347-0[1]
  - 文庫本：2024年7月12日発売、講談社文庫、ISBN 978-4-06-536370-6[2]

## 映画
2025年10月31日に公開予定。監督は永井聡、主演は山田裕貴。

### キャスト
- 類家：山田裕貴
- 倖田：伊藤沙莉[3][4]
- 等々力：染谷将太[3][4]
- 矢吹：坂東龍汰[7]
- 伊勢：寛一郎[7]
- 片岡千之助[8]
- 中田青渚[8]
- 加藤雅也[8]
- 正名僕蔵[8]
- 夏川結衣[8]
- 清宮：渡部篤郎[3][4]
- スズキタゴサク：佐藤二朗[5][6]

### スタッフ
- 原作：呉勝浩『爆弾』（講談社文庫）
- 監督：永井聡
- 脚本：八津弘幸[8]、山浦雅大[8]
- 音楽：Yaffle[8]
- 主題歌：宮本浩次「I AM HERO」（UNIVERSAL SIGMA）[9]
- 製作：臼井裕詞、高島祐一郎[8]、山田邦雄[8]
- プロデューサー：岡田翔太[3][4]、唯野友歩[6][8]
- ラインプロデューサー：加藤賢治[8]
- 撮影：近藤哲也[8]
- 照明：溝口知[8]
- 美術：杉本亮[8]、岡田拓也[8]
- 録音：石貝洋[8]
- 編集：二宮卓[8]
- 装飾：茂木豊
- VFXスーパーバイザー：須藤公平[8]
- VFXプロデューサー：林達郎[8]
- カラリスト：石山将弘[8]
- 音響効果：北田雅也[8]
- スタイリスト：申谷弘美[8]
- 衣装：片岡久美子[8]、小堀あさみ[8]
- ヘアメイク：荒木美穂[8]、神谷菜摘（渡部篤郎担当）[8]
- スクリプター：山縣有希子[8]
- スタントコーディネーター：吉田浩之[8]
- キャスティングディレクター：川口真五[8]
- 助監督：松下洋平[8]
- 制作担当：三浦吉弘[8]
- 配給：ワーナー・ブラザース映画[4][6]
- 制作プロダクション：AOI Pro.[6]
- 製作：映画「爆弾」製作委員会